# L'Amour à la machine
Pistes de C'est déjà ça
Foule sentimentale Sous les jupes des filles
L'Amour à la machine est une chanson écrite, composée et interprétée par Alain Souchon sortie en single en mars 1994. Il s'agit du deuxième extrait de l'album C'est déjà ça, sorti l'année précédente. 

## Analyse des paroles
Dans cette chanson, Alain Souchon compare l'amour à un vêtement qui s'use avec le temps et que l'on aimerait laver pour qu'il retrouve son éclat d'antan.

## Clip
Dans le clip, on peut apercevoir l'actrice Emmanuelle Bach.

## Classement
| Pays   | Meilleure position |
| ------ | ------------------ |
| France | 21                 |

## Reprise
- En 2005, Véronic DiCaire reprend la chanson dans son album Sans détour.
- En 2014, elle est reprise et réorchestrée par Tryo sur leur album de reprises et d'hommages Né quelque part.
- En 2015, la chanson a été reprise par les Enfoirés, sur l'album Sur la route des Enfoirés, avec Maxime Le Forestier, Pascal Obispo, Amel Bent, Lorie, Jean-Baptiste Maunier, M Pokora, Hélène Segara, MC Solaar et Michaël Youn.
- En 2022, elle est présente sur l'album live Tout au Tour de Tryo, qui l'a reprise lors de son concert anniversaire des 25 ans enregistré à Bercy, accompagné d'Alain Souchon et de Pierre Souchon.